# بینیتسه
بینیتسه (به مجاری: Bajmóc) یک سکونتگاه مسکونی با جمعیت ۴٬۹۸۳ نفر که در Prievidza District، اسلواکی واقع شده‌است.